# Queso Cueva de Llonín
El queso Cueva de LLonín es un queso elaborado en la comunidad autónoma del Principado de Asturias, en España.

## Características
Se trata de un queso de forma cilíndrica, de pequeño tamaño pues las piezas pesan alrededor de medio kilo. La pasta o interior es cremosa, de color blanco amarillento que presenta mohos. La corteza es de color blanco. Es un queso similar al camembert y Brie.

## Zona de elaboración
Este queso se elabora en el pueblo de Alles, capital del concejos asturiano de Peñamellera Alta, por la cooperativa quesera de Alles.